# Rhodostemonodaphne tumucumaquensis
Rhodostemonodaphne tumucumaquensis är en lagerväxtart som beskrevs av Madriñán. Rhodostemonodaphne tumucumaquensis ingår i släktet Rhodostemonodaphne och familjen lagerväxter. Inga underarter finns listade i Catalogue of Life.